# L'Île-d'Elle
L'Île-d'Elle é uma comuna francesa na região administrativa da Pays de la Loire, no departamento de Vendéia. Estende-se por uma área de 19,09 km². Em 2010 a comuna tinha 1 530 habitantes (densidade: 80,1 hab./km²).